# Zona esteparia de El Bonillo
Zona esteparia de El Bonillo este o arie protejată (arie de protecție specială avifaunistică — SPA) din Spania întinsă pe o suprafață de 17.312,57 ha, integral pe uscat.

## Localizare
Centrul sitului Zona esteparia de El Bonillo este situat la coordonatele 38°53′01″N 2°31′52″W / 38.8836°N 2.5311°V.

## Înființare
Situl Zona esteparia de El Bonillo a fost declarat arie de protecție specială avifaunistică în iulie 2005 pentru a proteja 15 specii de animale.

## Biodiversitate
Situată în ecoregiunea mediteraneană, aria protejată conține 6 habitate naturale: Tufărișuri termo-mediteraneene și de pre-deșert, Pseudostepă cu ierburi și specii anuale de Thero-Brachypodietea, Păduri de Quercus ilex și Quercus rotundifolia, Lande oro-mediteraneene cu formațiuni endemice de grozamă, Păduri endemice cu Juniperus spp., Iazuri temporare mediteraneene.
La baza desemnării sitului se află mai multe specii protejate de  păsări (15): rață lingurar (Anas clypeata), rață pitică (Anas crecca), rață fluierătoare (Anas penelope), rață mare (Anas platyrhynchos), pasărea ogorului (Burhinus oedicnemus), Chersophilus duponti, Falco naumanni, pescăruș râzător (Larus ridibundus), dropie (Otis tarda), Pterocles alchata, Pterocles orientalis, turturică (Streptopelia turtur), călifar alb (Tadorna tadorna), spârcaci (Tetrax tetrax), nagâț (Vanellus vanellus).
Pe lângă speciile protejate, pe teritoriul sitului au mai fost identificate 2 specii de plante.